# Uszermontu (vezír)
Uszermontu ókori egyiptomi hivatalnok, Alsó-Egyiptom vezírje volt a XVIII. dinasztia idején, Tutanhamon és Horemheb uralkodása alatt.
Ábrázolják Honszu, más néven To sírjában, a TT31-ben. A sír előcsarnokában Uszermontu és fivére, Hui, Montu papja áldozatot mutatnak be Montunak. Uszermontu anyját Maiának hívták, egy magántulajdonban lévő szobor felirata szerint apja neve Nebmehit. Ábrázolják emellett Hatiai, Szobek főpapja sírjában, a TT324-ben is, Nebamon vezírrel egy banketten. Armantban megtalálták egy sztéléjét, melynek szövege egy Montuhoz írt himnusz. Nevének jelentése: „Montu erős”.[forrás?]
Honszu sírjában említenek egy másik Uszermontut, Szobek főpapját is, aki Honszu fia volt és nem azonos Uszermontu vezírrel.

## Fordítás
- Ez a szócikk részben vagy egészben  az   Usermontu (Vizier) című angol Wikipédia-szócikk ezen változatának fordításán alapul.  Az eredeti cikk szerkesztőit annak laptörténete sorolja fel. Ez a jelzés csupán a megfogalmazás eredetét és a szerzői jogokat jelzi, nem szolgál a cikkben szereplő információk forrásmegjelöléseként.